# Cat Fanciers’ Association
Die Cat Fanciers’ Association (CFA) ist eine US-amerikanische Organisation für Katzenzucht mit Sitz in Alliance (Ohio) (vor 2006 in Manasquan, New Jersey).
Derzeit wird sie von Stephen K. Pryor geführt und bezeichnet sich als die weltweit größte stammbaumführende Vereinigung. Ziel der CFA ist es, Rassekatzen zu erhalten und zu verbreiten sowie dem Wohlergehen aller Katzen zu dienen.
Die CFA wurde 1906 gegründet und veranstaltete in jenem Jahr zwei Ausstellungen, eine in Buffalo, New York und eine in Detroit, Michigan. Im Jahr 2004 wurden etwa 400 Ausstellungen nach den Bedingungen der CFA weltweit veranstaltet. Die CFA erkennt 37 Rassen im Championatsstatus an und weitere 4 können ausgestellt werden.

## Dienstleistungen
Die CFA bietet Katzenzüchtern, Besitzern von Rassekatzen und der Öffentlichkeit eine Reihe von Dienstleistungen. Eine davon ist das Ausstellen von Stammbäumen registrierter Katzen, welche die Vorfahren des entsprechenden Tieres auf 3 bis 6 Generationen nachweisen.

## Andere Aktivitäten
Die CFA erstellt Rassestandards und Zuchtrichtlinien, bildet Richter für die Ausstellungen aus, macht Werbung für kontrollierte Katzenzüchter, unterstützt die Forschung im Bereich der Gesundheit der Katze und macht diese öffentlich, nimmt auf die Gesetzgebung Einfluss, unterstützt die Beseitigungen von Unglücksfolgen und Rasseerhaltungsprogramme, veröffentlicht Bücher und Zeitschriften und informiert die Öffentlichkeit über Themen rund um die Katze.